# 子衛星

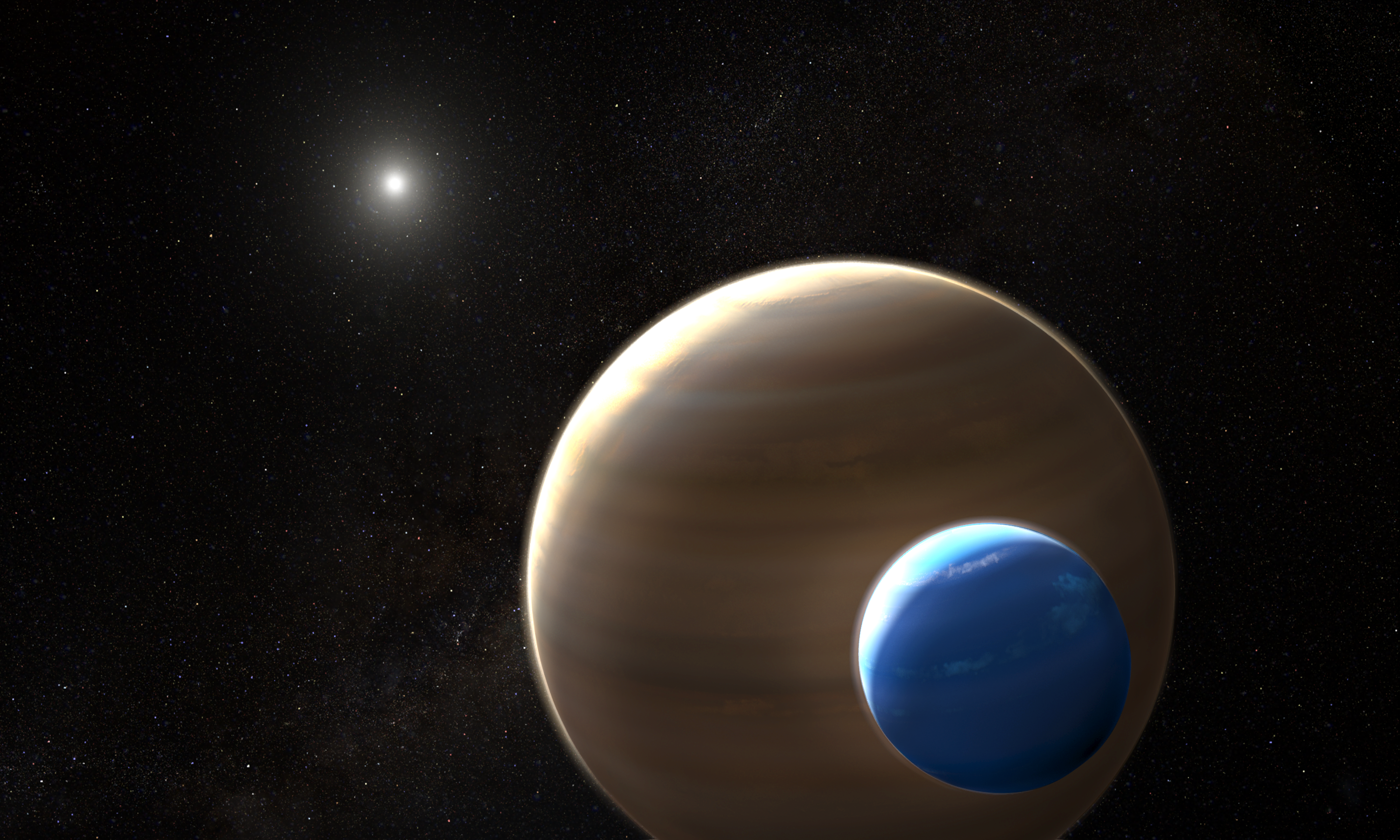
环绕系外行星Kepler-1625b运行的系外卫星Kepler-1625b I的艺术想象图。Kepler-1625b I可能有环绕自己运行的子卫星。

子卫星就是“卫星的卫星”，是围绕行星卫星公转的天体。
从对太阳系内卫星的研究经验，可以推理出子卫星是相当稀有的行星系成员。太阳系的巨行星有大量卫星；已观测到的太阳系外行星大都是巨行星，其中只有一颗——开普勒1625b可能有一个有海王星大小的系外卫星开普勒1625b I，理论上可以有子卫星。无论如何，除了运行在绕月轨道上的人造卫星，目前没有值得注意的子卫星。行星的潮汐力会使得这样的系统逐渐瓦解。

## 可能的自然子卫星

### 土卫五

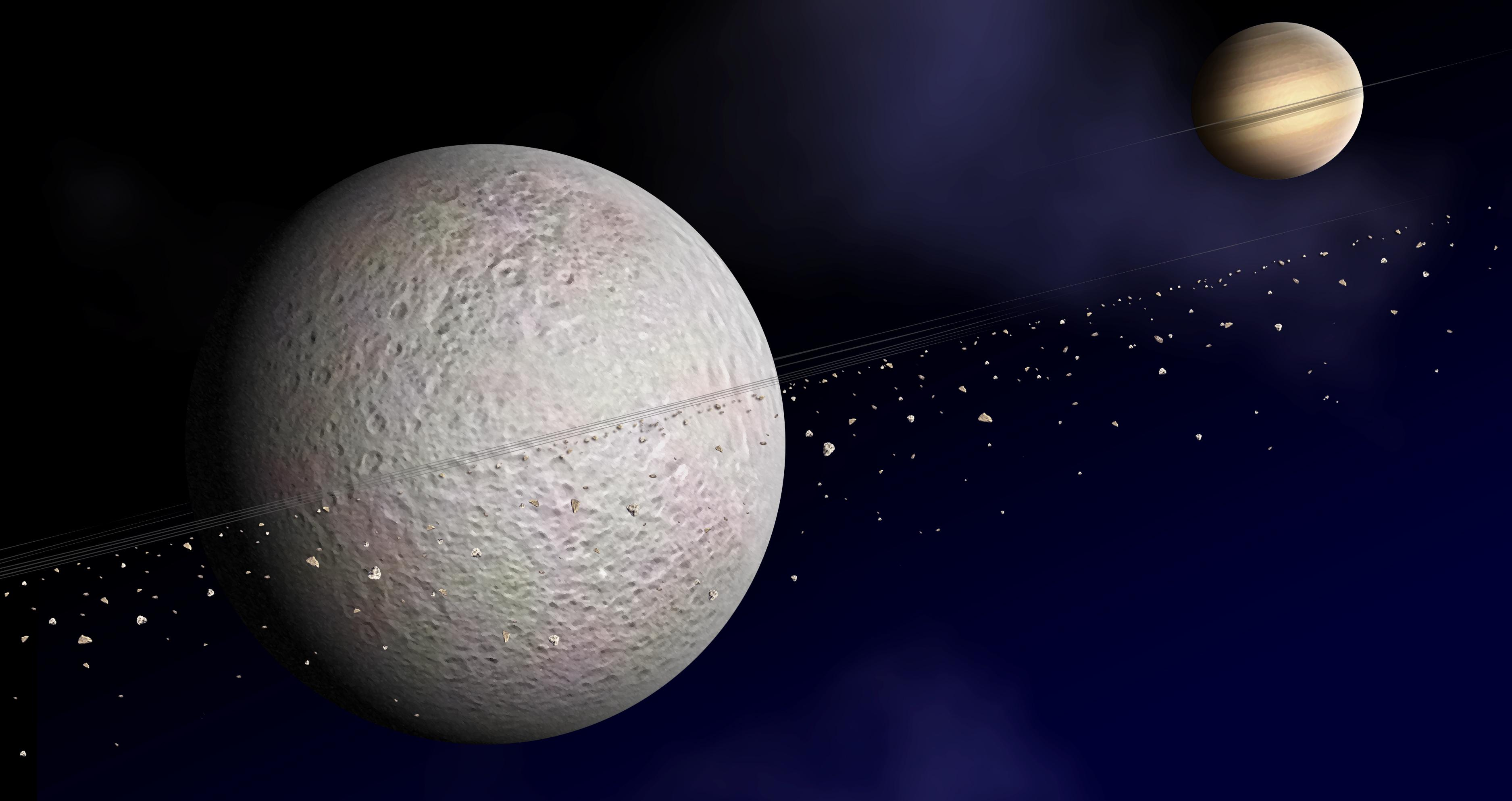
土卫五环的艺术想象图

有报告称土卫五可能存在一个环，其宽度应当较窄。类似现象一般与牧羊犬卫星有关。但卡西尼号探测器没有检测到环绕土卫五的任何环或者子卫星，至少没有厘米级以上的碎片。

### 土卫八
有说法称土卫八曾有过一颗卫星，这是用于解释其赤道环脊的假说之一。土卫八可能遭受过一次撞击，形成了环绕土卫八公转的子卫星。随着土星潮汐锁定了土卫八，子卫星的轨道便会逐渐降低，直到越过土卫八的洛希极限，碎裂成一条环，后来落到土卫八的赤道上，形成赤道脊。这样的情况也可能发生在其他巨行星卫星上，但只有土卫八（也可能包括天卫四）的赤道脊形成于后期重轰炸期之后，并一直留到现在。

### 土星的不规则卫星
光线曲线分析表明，不规则卫星土卫二十四极为扁长，可能是密接联星甚至一对双卫星。其他类似的还有土卫三十九、土卫二十八和土卫三十七。

## 人造卫星

### 历史
曾有很多绕月球的飞行器，包括载人登月的阿波罗计划。截至2023年，还没有绕其他卫星的飞行器。1988年，苏联的福布斯计划试图探测火星的准卫星火卫一，但福布斯1号在前往火星途中失联，福布斯2号虽然顺利泊入火星轨道，但在火卫一附近失联。

### 现有
NASA无人飞行器月球勘测轨道飞行器（LRO）发射于2009年6月18日，在一个古怪的极轨道上绕月飞行。LRO收集的数据可能用于NASA未来的探月任务，其勘测程序将识别月面上的各种地标，定位月球上可能的资源，表征辐射环境，并展示新技术。
CAPSTONE发射于2022年6月，是用于测试和验证月球门户空间站计划计算轨道稳定性的月球轨道飞行器。

### 未来计划中
“月球手电筒”（Lunar Flashlight）发射于2022年12月11日，将会完成一系列探测、定位月球水冰的任务，为未来的探月任务提供支持。截至2022年12月，“月球手电筒”仍在赴绕月轨道的途中。
行星际探测器木星冰月探测器（JUICE）将于2032年进入绕木卫三轨道，成为首个绕非地球卫星的人造物体。
另外，由多个机构支持的“月球门户”载人空间站将于2024年在近直线晕轨道（NRHO）上开工建造，主要用于支持NASA阿耳忒弥斯登月计划以后的登月任务。“月球门户”空间站也可能支持未来的火星和小行星探测任务。